# .ie
.ie (англ.  Ireland) — национальный домен верхнего уровня Ирландии. Доступна регистрация имен третьего уровня в доменной зоне — .ie, юридическими лицами резидентами Ирландии, нерезидентами Ирландии владельцами торговых марок Евросоюза, физическими лицами, резидентами Ирландии, при наличии пакета соответствующих документов, в соответствии с требованиями, предъявляемыми к регистрируемым доменам. Управляется компанией IE Domain Registry —  Ирландия.
На 17 апреля 2014 года зарегистрировано 194 246 доменов .ie.
Национальный домен верхнего уровня — IE — используется как национальный домен верхнего уровня в стандартах административно-территориального деления территории государства ISO 3166 — (ISO 3166-1, ISO 3166-2, ISO 3166-2:IE) в качестве кода Alpha2, образующего основу геокода административно-территориального деления Ирландии.

## Требования к регистрируемым доменам
Домены, регистрируемые в доменной зоне .ie, должны соответствовать требованиям, предъявляемым регистратором к доменам третьего уровня:

- Минимальная длина имени — 2 символа.
- Максимальная длина имени домена — 63 символа, не учитывая домен первого уровня — .ie.
- Имя домена может состоять из букв латинского алфавита (a-z), (A-Z), цифр (0-9) и тире (—, -).
- Имя домена не может начинаться или заканчиваться символом тире (—, -).
- Имя домена не может состоять только из 2 букв.
- Имя домена не может содержать последовательность двух тире подряд ( — -, — -, — —, — —) на третьей и четвёртой позиции последовательности символов имени.
- Имя домена не может совпадать с последовательностью символов национальных доменов верхнего уровня.
- Не подлежат регистрации имена, зарегистрированные, заблокированные ранее, в ожидании регистрации, определяемые правилами как нерегистрируемые.

## Зарезервированные имена
Зарезервированные, удалённые имена доменов:

- Трёхсимвольные имена — 37 имён.
- Остальные имена, общий реестр — 2 114 имён.

## Домены 1 уровня
Домены второго уровня, условия использования, требования, регламентированные пользователи.
| Домен   | Регламентированные пользователи                                               |
| ------- | ----------------------------------------------------------------------------- |
| .ie     | Основной домен первого уровня.                                                |
| .edu.ie | Научные и исследовательские учреждения, колледжи, университеты или институты. |
| .gov.ie | Государственные и правительственные учреждения                                |
| .pro.ie | Профессиональные организации                                                  |